# Baie de Willapa
La baie de Willapa est une baie et un estuaire située entre l'estuaire du fleuve Columbia au sud et Grays Harbor au nord, sur la côte de l'océan Pacifique, dans le sud de l'État de Washington.
Les cours d'eau de la Willapa, North et Naselle draine l'essentiel de l'eau dans la baie.
La péninsule de Long Beach sépare la baie de l’océan Pacifique. Avec plus de 120 miles carrés (310 km2) de superficie, Willapa Bay est le deuxième plus grand estuaire fluvial de la côte Pacifique de la partie continentale des États-Unis.

## Source
- (en) Cet article est partiellement ou en totalité issu de l’article de Wikipédia en anglais intitulé « Willapa Bay » (voir la liste des auteurs).